# Powiększenie (film)
Powiększenie (ang. Blow-Up) – brytyjsko-włosko-amerykański film fabularny z 1966 w reżyserii Michelangelo Antonioniego. Scenariusz został oparty na opowiadaniu Julia Cortázara Babie lato (Las babas del diablo).

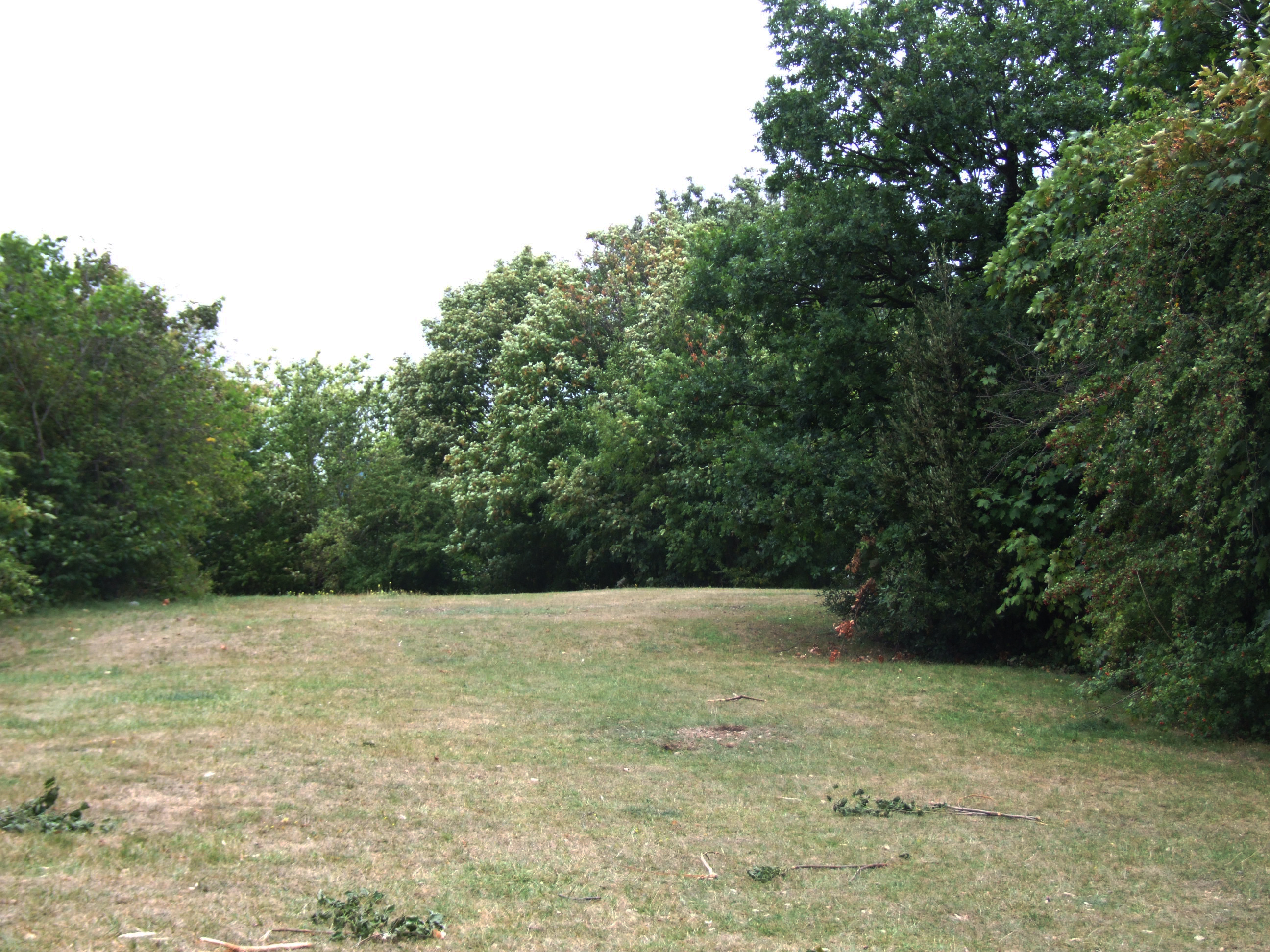
Maryon Park w Londynie - miejsce kluczowe dla akcji filmu

## Fabuła
Główny bohater, Thomas (David Hemmings) jest fotografikiem zajmującym się robieniem sesji zdjęciowych do magazynów mody, prowadzącym puste, egoistyczne życie. Podczas sesji zdjęciowej w parku fotografuje z ukrycia czułe uściski młodej kobiety i starszego mężczyzny. Kobieta spostrzega fotografa, podbiega do niego i za wszelką cenę chce odzyskać zdjęcia, próbując mu nawet wyrwać aparat z ręki. Kiedy kobieta się wreszcie oddala, Thomas robi jej jeszcze kilka zdjęć, także gdy ta się na chwilę zatrzymuje koło drzewa i krzaków w oddali. Thomas zaciekawiony robi w ciemni coraz większe powiększenia wykonanych zdjęć i dostrzega w kadrach najpierw rękę z bronią wycelowaną w parę, a na zdjęciach zrobionych później zwłoki starszego mężczyzny. W nocy wraca na miejsce, w którym wykonał zdjęcia i odnajduje ciało.
W filmie została uwieczniona grupa The Yardbirds, która wykonuje utwór Stroll On.

## Obsada
- David Hemmings – Thomas
- Vanessa Redgrave – Jane
- Sarah Miles – Patricia
- Jane Birkin – blondynka
- Gillian Hills – brunetka
- Peter Bowles – Ron
- Veruschka von Lehndorff – Verushka
- John Castle – Bill
- Claude Chagrin – mim
- Julian Chagrin – mim

## Premiera
Oficjalna premiera odbyła się w Nowym Jorku 18 grudnia 1966 roku. MGM nie uzyskało aprobaty dla filmu od MPAA w Stanach Zjednoczonych i film został potępiony przez Narodową Legię Przyzwoitości. W związku ze zniesieniem Kodeksu Haysa, MGM wypuściło film za pośrednictwem dystrybutora zależnego, Premier Productions, a Powiększenie było szeroko dystrybuowane w amerykańskich kinach.
W Polsce premierę miał we wrześniu 1968 roku w podwójnym pokazie z animacją Ptak Studia Miniatur Filmowych w Warszawie, a następnie został wznowiony w 1989 roku.

## Nagrody
Na 20. MFF w Cannes w 1967 film otrzymał główną nagrodę Złotą Palmę.